# Dispositivo cinematográfico
El dispositivo cinematográfico es el conjunto de elementos tecnológicos, económicos, estéticos, ideológicos, etc. que posibilitan la obra cinematográfica. Sin embargo, el concepto de dispositivo puede interpretarse desde distintas perspectivas desarrolladas en los estudios de teoría cinematográfica.

## El concepto «dispositivo»
La noción de «dispositivo» surge alrededor de 1970, basada en las tesis psicológicas de Sigmund Freud donde se hablaba de «dispositivo psíquico». Jean-Louis Baudry, posteriormente, adaptará esta categoría al ámbito cinematográfico en su obra L'effet Cinema. No obstante, diferentes disciplinas emplearán el término con connotaciones distintas.
En el sentido foucaultiano del término, «dispositivo» hace referencia a la composición que generan «una serie de elementos tanto prácticos como discursivos en una mezcla en la que estos se alternan, se integran e intercalan de maneras diversas, no necesariamente sistemáticas y en permanente transformación articulando relaciones hegemónicas y mecanismos de exclusión y de poder». Por lo tanto, «un dispositivo intercala componentes de naturalezas distintas de tal modo que en él se pueden articular prácticas pedagógicas, con discursos económicos y a la vez con consideraciones industriales y fenómenos estéticos».

Lo que trato de indicar con este nombre es, en primer lugar, un conjunto resueltamente heterogéneo que incluye discursos, instituciones, instalaciones arquitectónicas, decisiones reglamentarias, leyes, medidas administrativas, enunciados científicos, proposiciones filosóficas, morales, filantrópicas; en síntesis, lo dicho, así como lo no dicho, estos son los elementos del dispositivo. El dispositivo mismo es la red que se establece entre estos elementos.
Michel Foucault

Por otro lado, más recientemente, tal y como destaca el doctor Rubén Dittus en su artículo El dispositivo cinematográfico como constructor de sentido: el caso del documental político, «el italiano Giorgio Agamben se ha referido al concepto de dispositivo [...] [como] cualquier cosa que tenga la capacidad para orientar, capturar, definir, modelar o controlar y, así, asegurar conductas y opiniones. De ese modo, no solo la prisión, la escuela o el hospital serían dispositivos, sino también la lapicera, la escritura, el ordenador o los medios de comunicación».

### Jean-Louis Baudry y el dispositivo cinematográfico
Jean-Louis Baudry (1930, París) fue un escritor francés considerado uno de los primeros teóricos del cine que introdujo el concepto de «dispositivo» en el ámbito del arte, en un artículo titulado Le Dispositif. Su tesis estudia las consecuencias del efecto de realidad que provoca el dispositivo cinematográfico desde una perspectiva metapsicológica. Baudry define el «dispositivo» como el conjunto de elementos que intervienen en la relación entre la obra cinematográfica y el espectador, y que influyen a este último como consecuencia de la carga ideológica intrínsecamente adherida a la obra cinematográfica puesta en contexto. «Se trata de un dispositivo asociado a la idea de una máquina de ensoñación, a través de la cual el espectador entra en conexión con un amplio abanico de fantasías, mitos, realidades, imaginarios y proyecciones espacio-temporales». 
Esta concepción será complementada y estudiada posteriormente por otros intelectuales como Edgar Morin o Christian Metz. 
El filósofo y sociólogo francés Edgar Morin parte de una premisa fundamental: la imagen y el producto imaginario forman parte de la misma naturaleza psíquica y, por tanto, las imaginaciones del sujeto son imágenes en el sentido de que se encarnan eventualmente en imágenes materiales. De esta manera, el cine –al igual que la fotografía– representa una proyección de la realidad que los espectadores procesarán de manera diferente (subjetividad) a causa de la dicotomía que supone la presencia (obra cinematográfica) y la ausencia (imaginación) de un referente.
Por otro lado, el semiólogo y teórico cinematográfico Christian Metz complementa el concepto de dispositivo cinematográfico de una manera más equilibrada y sistematizada, ya que superó la visión ideologizada del dispositivo como el aparato técnico y fue capaz de articular una teoría coherente. El doctor Rubén Dittus resume a la perfección la aportación de Metz de la siguiente manera:

[...] la premisa de que el espectador nunca mantiene, con las imágenes que mira, una relación abstracta o pura, separada de toda realidad concreta. La visión del filme se da en un contexto determinado -social, tecnológico, situacional, biográfico, institucional e ideológico-, el cual se transforma en factor que regula la relación del espectador con la imagen (Aumont, 1992, p. 15). Ello explica que el dispositivo se asocie a los efectos ideológicos del cine, pues, en cierta forma, supone la frontera entre lo subjetivo y lo social. Metz no lo explicita de la forma como lo plantea Baudry, pero probablemente su reflexión sea el trabajo más acabado realizado en torno al dispositivo visual cinematográfico. A nuestro parecer, no hay incompatibilidad entre ambas posturas. Siguiendo a Meunier (1999), se puede concluir que el sujeto-totiperceptivo de Metz implica al sujeto alucinado de Baudry, ya que ambos sujetos resultan de una regresión narcisista correlativa de una confusión entre lo real y la representación de lo real.
Rubén Dittus

En definitiva, la teoría del dispositivo cinematográfica hace referencia a la relación del cine con la figura del espectador. El espectador, en el contexto cinematográfico, entiende la realidad de las imágenes proyectadas en la pantalla y las asimila, entrando en contacto directo con elementos que estimulan su imaginación. De esta manera, se produce una situación simbiótica en la que entran en contacto dos dimensiones de la realidad: la realidad objetiva o exterior, y la realidad subjetiva o interior del espectador. Pues «en el filme, el sujeto no visibiliza sus marcas como enunciatario, pues el dispositivo suprime cualquier referencia al enunciador. Es un trozo de realidad la que habla y se deja ver. Esas formas de organización que definen la percepción a través de múltiples datos, imágenes, recursos estilísticos, diálogos o recursos técnicos, es lo que entendemos por "dispositivo cinematográfico"».